# Gampsocoris punctipes
Espèce
Synonymes
- Berytus punctipes Germar 1822[1]

Gampsocoris punctipes est une espèce de punaises de la famille des Berytidae.

## Description
Les insectes mesurent de 3,4 à 4,3 mm de long. Ils ont une tête et un abdomen sombres, des pattes annelées pâles et un abdomen de couleur verdâtre. Il y a une longue pointe sur le scutellum. L'espèce peut être confondue avec Gampsocoris culicinus (pl).

## Répartition
L'espèce est présente en Europe, à l'exception du nord, en Afrique du Nord et à l'est de la région de la mer Noire et de l'Asie Mineure.
Elle se rencontre surtout dans les zones sèches, chaudes et ouvertes qui sont colonisées sans aucune préférence en termes de composition du sol.

## Comportement
Le développement est le même que chez Gampsocoris culicinus : la ponte a lieu en mai et juin, les imagos de la nouvelle génération apparaissent à partir d'août. L'hibernation a lieu sous forme d'imago dans une litière de sol meuble, souvent sous les plantes alimentaires.

## Parasitologie
L'insecte est un parasite des plantes Ajuga, Heliotropium, Melissa, Ononis diffusa (sv), Ononis reclinata, Ononis spinosa, Phlomis crinita, Potentilla astracanica (sv), Potentilla taurica (sv), Pulmonaria, Salvia, Silene latifolia.